# ʻ
ʻ(Modifier letter turned comma)는 문자로서 쉼표를 닮았지만 유니코드에 있는 회전된 문자이다. 쉼표와 달리 이것은 자모이지, 문장 부호의 일부가 아니다. 이것은 많은 폴리네시아어 알파벳에서 성문 파열음을 나타내는 오키나 문자로 사용되며, 우즈베크어 문자에서는 우즈베크어 키릴 문자 알파벳에서 각각 Ў 및 Ғ에 해당하는 Oʻ 및 Gʻ 글자를 형성하는 데 사용된다.

## 인코딩
이 문자는 U+02BB ʻ modifier letter turned comma로 인코딩되며, 이는 HTML에서 &#699; (16진수 형식 &#x02BB;) 엔티티로 렌더링될 수 있으며, 띄어쓰기 보조 문자 유니코드 블록에 있다.
유니코드 코드 표에서는 U+2018 ‘ left single quotation mark와 동일하게 보이지만 모든 글꼴에서 그런 것은 아니다. ʻ와 U+2018의 주요 차이점은 회전된 쉼표 문자 U+02BB가 유니코드 일반 범주 "글자, 보조 문자" (Lm)를 갖는 반면, U+2018는 "문장 부호, 시작 인용 부호" (Pi) 범주를 갖는다.

## 사용
이 문자는 많은 폴리네시아어군에서 라틴 문자 내에서 음소적 성문 파열음을 표시하는 데 사용되는 대소문자 구분이 없는 자음 글자인 오키나로 사용된다.
우즈베크어 알파벳에서는 ʻ가 Oʻ (키릴 문자 Ў) 및 Gʻ (키릴 문자 Ғ) 글자를 쓰는 데 사용된다.
때로는 히브리 문자 ʻáyin 및 아랍어 문자 ʻayn의 라틴 문자 표기에도 사용된다.
이 문자는 아르메니아어의 유기음 자음을 로마자화하는 데에도 자주 사용된다.

## 같이 보기
- 오키나 (글자)